# Yeah Yeah Yeahs
Yeah Yeah Yeahs är ett New York-baserat indierockband. Bandets medlemmar är sångaren Karen O, trummisen Brian Chase och gitarristen Nick Zinner. Musiken är en kombination av retrostilar med hårdrock/punkgitarrer, syntetiska ljud och rytmik, och melodisk- och bluessång.
Gruppen grundades 2000 som en trio, och fick tillökning genom en andra gitarrist, Imaad Wasif, 2006 för deras konserter. Imaad är inte en officiell medlem, vilket gör att bandet fortfarande är en trio.

## Historia
Yeah Yeah Yeahs debutskiva var en självbetitlad EP, släppt 2001. De följde upp denna med en annan EP, Machine, 2002.
2003 släppte bandet sitt första fullängdsalbum, Fever to Tell, och som sålde i mer än 750 000 kopior världen över. Gruppen släppte också en dvd, Tell Me What Rockers to Swallow, som innehåller en konsert filmad på The Fillmore i San Francisco, samt gruppens musikvideor och intervjuer.
Det andra albumet, Show Your Bones, släpptes den 27 och 28 mars 2006. Den första singeln från albumet var Gold Lion som släpptes den 20 mars. Gruppen hade en spelning på Malmöfestivalen 2006.

## Diskografi

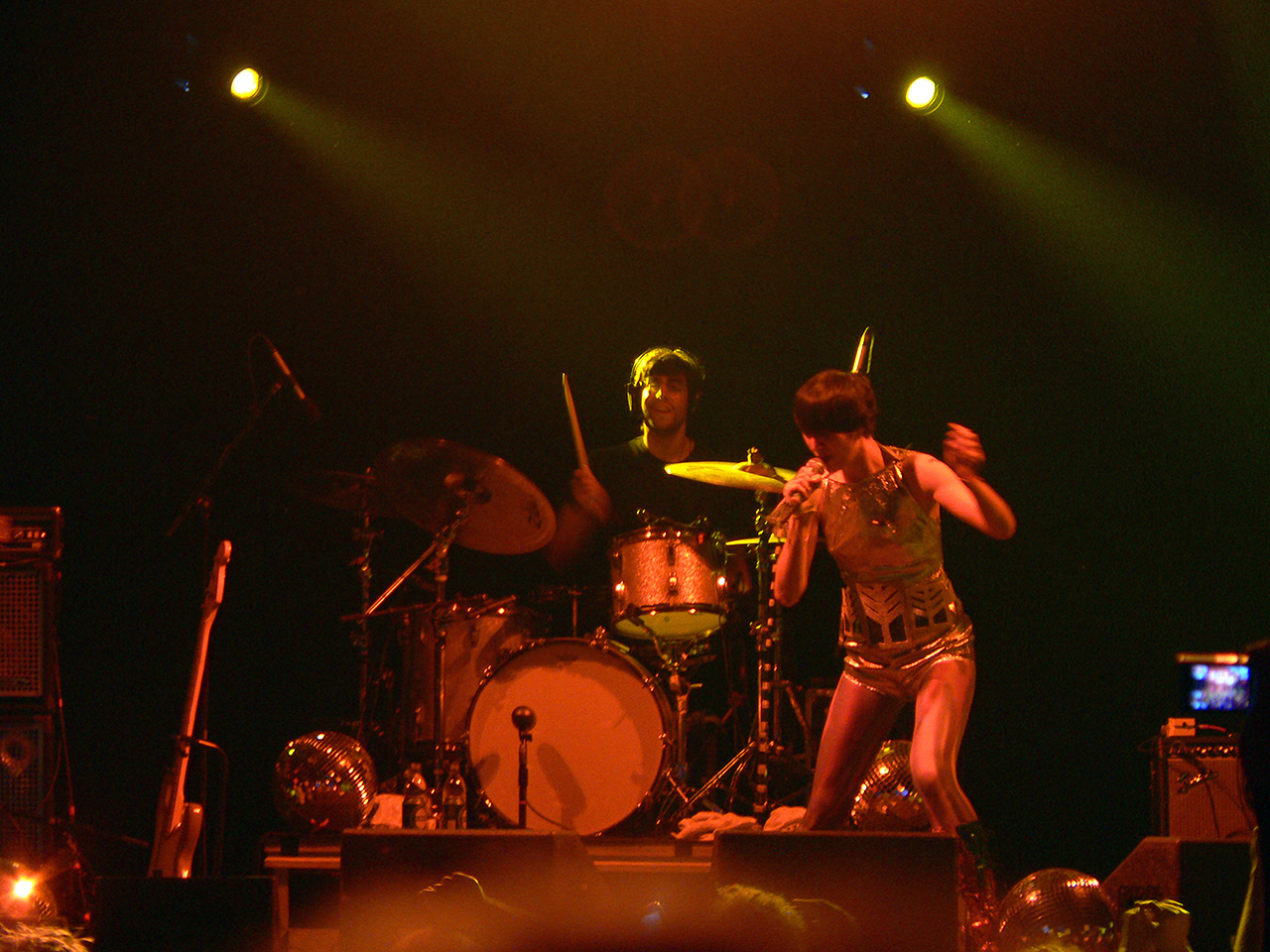
Yeah Yeah Yeahs live i Malmö 2006

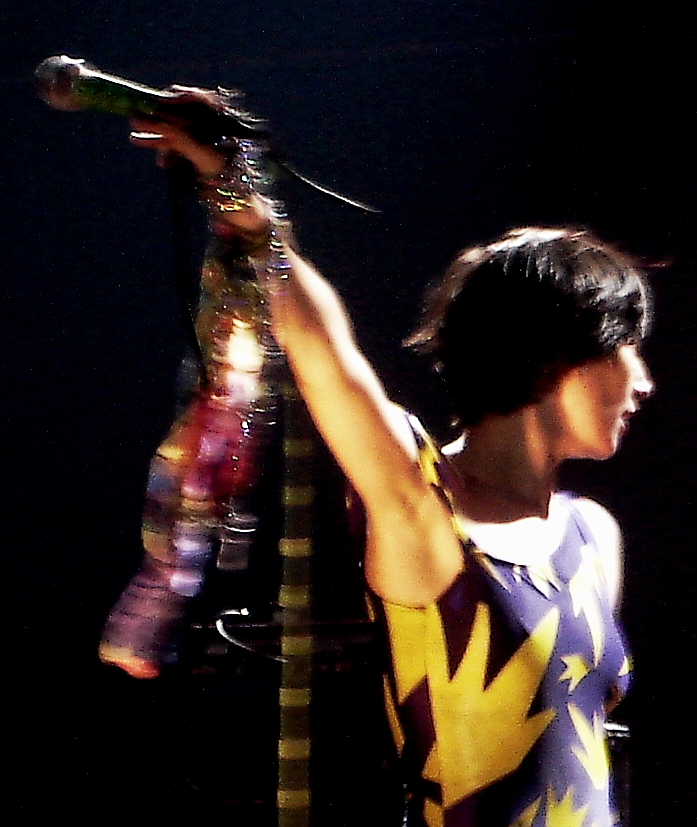
Yeah Yeah Yeahs sångare Karen O.

### Studioalbum
- 2003 – Fever to Tell
- 2006 – Show Your Bones
- 2009 – It's Blitz!
- 2013 – Mosquito

### EP
- 2001 – Yeah Yeah Yeahs
- 2002 – Machine
- 2006 – Let Me Know/Gold Lion Remixes
- 2007 – Is Is

### Singlar
- 2001 – "Bang!"
- 2001 – "Art Star"
- 2002 – "Machine"
- 2003 – "Date With the Night"
- 2003 – "Pin"
- 2003 – "Maps"
- 2004 – "Y Control"
- 2006 – "Gold Lion"
- 2006 – "Turn Into"
- 2006 – "Cheated Hearts"
- 2009 – "Zero"